# Streekarchivariaat Peelland
Het Streekarchivariaat Peelland is een voormalig archief in het zuidoosten van de Nederlandse provincie Noord-Brabant. Het was een van de eersten van zijn soort in Nederland, nog voor de invoering van de Archiefwet in 1962 die publieke toegankelijkheid van archieven regelde.

## Ontwikkeling
Het archivariaat werd officieus in 1957 en officieel op 1 april 1958 opgericht en beheerde in de eerste decennia uitsluitend de archieven van de gemeenten Asten (1957-2002), Bakel en Milheeze (1957-2002), Deurne (1957-2002), Mierlo (1957-2002) en Someren (1957-2002), inclusief de opgeheven gemeenten Lierop en Vlierden. Later volgden Beek en Donk (1977-2002), Aarle-Rixtel (1977-2002) en Lieshout (1977-2002), en ten slotte Budel (1980-1989) en Maarheeze (1980-1989). In 1989 trokken Budel en Maarheeze zich uit de samenwerking terug, en sloten zich aan bij het Streekarchief regio Eindhoven. Bij de vergroting met Beek en Donk, Aarle-Rixtel en Lieshout werd naast de archivaris een tweede formatieplaats gecreëerd.
In eerste instantie kende elke deelnemende gemeente vanwege de gedecentraliseerde opzet zijn eigen archiefbewaarplaats. In de praktijk werd echter vóór 1982 al een gezamenlijk depot te Bakel gebouwd, terwijl de hoofdvestiging in Deurne aan de voormalige Martinetstraat was. Tijdens de grootschalige renovatie en nieuwbouw omstreeks 1985 was de dienst enige jaren volledig gevestigd te Bakel. Na oplevering van de nieuwbouw van het gemeentehuis in de stijl van de Bossche School verhuisde het archief naar het adres Martinetstraat 2 te Deurne. Daar had men de beschikking over een nieuwe ondergrondse kluisruimte, een studiezaal, een gang voor een open opstelling van documentatie en een werkruimte voor de archivarissen. Tevens was er eigen sanitair en een goederenlift voor het archiefmateriaal aanwezig.
Op 21 juni 1993 was de omvorming naar een gecentraliseerd archief voltooid, toen de laatste gemeente, namelijk Someren, de stukken daadwerkelijk naar Deurne overbracht. Tevens werden in 1993 de oud-rechterlijke archieven van Someren en Mierlo vanuit het Rijksarchief in Noord-Brabant te 's-Hertogenbosch naar Deurne overgebracht.
Een aantal archivarissen was werkzaam te Deurne, later geassisteerd door assistenten. Zij waren in de eerste decennia afwisselend aanwezig op de verschillende archiefbewaarplaatsen. Het bekendst was wel Emile van Emstede, die onder meer zorg droeg voor de uitgave van Varia Peellandiae historiae ex fontibus (1964-1974) en de Peellandse archiefinventarissen. Van Emstede werd per 1 augustus 1976 opgevolgd door René Jansen (Groningen, 7 oktober 1934), medewerker van het stadsarchief in Groningen. In de periode dat Jansen leiding gaf aan het archief groeide het aantal bezoekers fors door een toenemende populariteit van genealogisch onderzoek. In 1993 kwam 77% van de bezoekers voor genealogisch onderzoek.
Jansen maakte na 18 jaar per 1 maart 1994 plaats voor Peter Roost. Roost (Grathem, 1940) was de voormalige gemeentearchivaris van Thorn. Na het vertrek van Roost in december 2000 werd de functie van streekarchivaris waargenomen vanwege de lopende verkenningen voor een fusie met andere archiefdiensten in de regio.
Onder Roost werd de toegankelijkheid van het archief verbeterd. De middagsluiting tussen 12.00u en 13.30u verviel per 2 januari 1995, en nieuwe inventarissen werden vervaardigd.

## Lijst van archivarissen
- E.J.Th.A.M. van Emstede (1958-1976)
- R.J. Jansen (1976-1994)
- P.M. Roost (1994-2000)
- J.H.M. van de Laarschot (2000-2003), waarnemend

## Opheffing
Op 1 januari 2003 trad de fusie met het Gemeentearchief Helmond en het Streekarchief regio Eindhoven tot het Regionaal Historisch Centrum Eindhoven in werking, waardoor alle activiteiten naar een dependance Helmond werden verplaatst. Enkele jaren later werd deze nevenvestiging in Helmond opgeheven, en ontstond de concentratie van alle Zuidoost-Brabantse activiteiten in Eindhoven.